# Anna Hannevik
Anna Hannevik, född 9 augusti 1925 i Datong i Shanxi, Kina, död 27 januari 2025, var en norsk frälsningssoldat. Hon var kommendör i Frälsningsarmén. Kommendör Hannevik, som var utgången 1947 från Bergens 2:a kår som frälsningsofficer, var territoriell ledare för Frälsningsarmén i Sverige 1986–1990. Dessförinnan var hon internationell sekreterare för Europa vid FA:s internationella högkvarter i London.